# Proteina C
La proteina C è il maggiore anticoagulante fisiologico. La sua sintesi avviene nel fegato ed è vitamina K-dipendente. È attivata dalla trombina (in questo caso con azione anti-trombotica indotta dal suo legame con Trombomodulina) nella  proteina C attiva . La forma attiva della proteina C (grazie alla proteina S come cofattore) inattiva mediante un meccanismo di proteolisi il Fattore V e il Fattore VIII della coagulazione. 
Fa parte del gruppo elettroforetico ematico delle alfa-globuline. È uno zimogeno, la cui forma attivata svolge un ruolo importante nella regolazione della terapia anticoagulante, dell'infiammazione, della morte cellulare e del mantenimento della permeabilità delle pareti dei vasi sanguigni negli esseri umani e in altri animali.  La Proteina C attivata è classificata come una serina proteasica poiché contiene un residuo di serina nel suo sito attivo
La forma zimogenica della proteina C è una glicoproteina dipendente dalla vitamina K che circola nel plasma sanguigno. La sua struttura è quella di un polipeptide a due catene costituito da una catena leggera e una catena pesante collegata da un legame disolfuro.
Lo zinco della proteina C viene attivato quando si lega alla trombina, un'altra proteina pesantemente coinvolta nella coagulazione e l'attivazione della proteina C è notevolmente promossa dalla presenza di trombomodulina e recettori della proteina C endoteliale (EPCR). A causa del ruolo dell'EPCR, la proteina C attivata si trova principalmente vicino alle cellule endoteliali (cioè quelle che costituiscono le pareti dei vasi sanguigni), ed è proprio queste cellule e leucociti (globuli bianchi) a influenzare la forma attivata della proteina C.

## Nome
Il ruolo anticoagulante della proteina C nell'uomo è stato notato per la prima volta da Saagers nel 1960 che diede alla proteina C il suo nome originario: autoprotrombina II-a. La proteina C fu quindi isolata per la prima volta da Johan Stenflo a partire da plasma bovino nel 1976, e lo stesso Stenflo determinò che l'azione era vitamina K-dipendente. Egli la rinominò proteina C in quanto essa era la terza proteina ("picco C") eluita da una colonna cromatografica a scambio ionico DEAE-Separosio.
Nonostante l'analogia nel nome non ha alcun collegamento con la proteina C-reattiva né con il C peptide.

## Genetica
Il gene della Proteina C è localizzato nel secondo cromosoma (2q13-q14).

## Ruolo nelle malattie
La deficienza da proteina C è una rara malattia genetica che predispone a trombosi venose profonde e ad aborto naturale. La terapia si avvale di farmaci anticoagulanti.
Se è molto rara una deficienza di proteina C di origine genetica, più frequente è lo sviluppo di una resistenza alla proteina C attivata, associata a tromboembolismo venoso in una percentuale di casi che potrebbe arrivare al 64%.